# Poète maudit
Poète maudit (dt. verfemter Dichter) bezeichnet eine seit der zweiten Hälfte des 19. Jahrhunderts typisierte Lebenshaltung in Literaten- und Künstlerkreisen. Als Poète maudit gilt der begabte avantgardistische Schriftsteller, der sich an den Rand der Gesellschaft stellt und deren Werte, die er als vulgär erleidet, in provokanter und oft selbstzerstörerischer Weise zurückstößt. Zum Typ und Topos des Poète maudit gehört auch, dass sein künstlerisches Werk erst nach seinem (oft frühen) Tod Anerkennung findet.
Sinngemäß erscheint der Begriff erstmals bei Alfred de Vigny, in dessen Drama Stello aus dem Jahr 1832 der Dichter ("Poète") als zur «race toujours maudite par les puissances de la terre», „seit jeher von den Mächtigen der Erde verfemte Rasse“ gehörig bezeichnet wird. Seine feste Prägung erhielt er durch das Buch Les Poètes maudits von Paul Verlaine, eine 1884 erschienene Hommage an die Dichtergruppe der Parnassiens während des ausgehenden Zweiten Kaiserreichs und der beginnenden Dritten Republik. In der 1888 erweiterten Ausgabe präsentiert Verlaine sechs Schreibende und ihr Schaffen: Tristan Corbière, Arthur Rimbaud, Stéphane Mallarmé, Marceline Desbordes-Valmore, Villiers de L’Isle Adam sowie sich selbst unter dem Pseudonym Pauvre Lelian (einem Anagramm seines eigenen Namens).
Als Prototyp des Poète maudit gilt bereits François Villon, doch ist der Typus letztlich eine Erscheinung der Moderne. Insbesondere zu nennen sind die französischen Dichter des Umbruchs von der Romantik zu Symbolismus und Impressionismus, d. h. neben den von Verlaine präsentierten Autoren z. B. Gérard de Nerval, Charles Baudelaire oder Alfred Jarry sowie der von Baudelaire in Frankreich heimisch gemachte Edgar Allan Poe.
Bis ins 20. Jahrhundert herauf findet die Bezeichnung poète maudit Anwendung zur Kurz-Charakterisierung von Autoren. Zudem hat der Begriff Genregrenzen übersprungen und im anderen Kunstsparten Anwendung gefunden. Als Poètes maudits gelten beispielsweise Jim Morrison oder Klaus Kinski – letzterer vor allem aufgrund seiner Villon-Rezitationen.